# HNBR
Les copolymères butadiène-acrylonitrile hydrogénés, aussi appelés caoutchoucs nitrile hydrogénés (sigle HNBR, hydrogenated nitrile butadiene rubber en anglais), sont un type d’élastomère à usages spéciaux. Ils ont été développés dans les années 1980, connus sous le sigle HSN (highly saturated nitrile). Ils affichent des inerties thermique et chimique supérieures à celles des NBR (« caoutchoucs nitrile »).
Les élastomères HNBR résultent de l’hydrogénation catalytique (dihydrogène et palladium utilisés) des doubles liaisons carbone-carbone (soit C=C → C-C) des NBR standard, opération réalisée après la dissolution des copolymères. Les matériaux obtenus sont plus chers.

## Propriétés des vulcanisats
Elles dépendent des taux variables de saturation (de 82 à plus de 99 %) des motifs butadiéniques. Comparés au NBR, les élastomères HNBR montrent une amélioration des résistances thermique [utilisation de −40 à +165 °C (pour le NBR, service jusqu’à 110 °C)], chimique et aux intempéries (oxydation, ozone, UV), car les liaisons simples sont moins réactives que les liaisons doubles. Ils résistent aux huiles, carburants et à l’abrasion, mais sont sensibles aux hydrocarbures chlorés. Les propriétés mécaniques sont élevées. Par contre, l’hydrogénation de la chaine entraîne une augmentation du fluage et une diminution de l’élasticité aux basses températures.
Comme pour le NBR, la teneur en (unités) acrylonitrile (comprise entre 20 et 43 %) dépend des propriétés recherchées.
Les différents grades peuvent être vulcanisés au soufre ou au peroxyde organique, sauf ceux à très faible taux (< 1 %) en segments butadiéniques insaturés (peroxyde utilisé).

## Utilisations
Ces matériaux sont largement utilisés comme joints (toriques, d’étanchéité en extraction dans l’industrie pétrolière...), courroies de distribution, tuyaux de carburant, etc. Pour certaines applications, ils sont des alternatives économiques aux fluoroélastomères (FKM) chers.